# Copa da Irlanda do Norte de Futebol
Irish Cup é o principal torneio eliminatório do futebol masculino de Irlanda do Norte.

## Títulos

### Copa Irlandesa

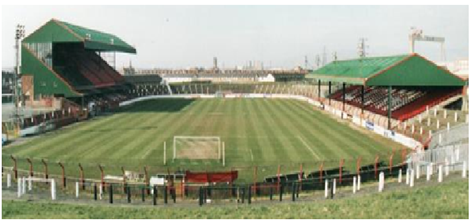
The Oval de Belfast, várias vezes cenário da final da Copa da Irlanda do Norte.

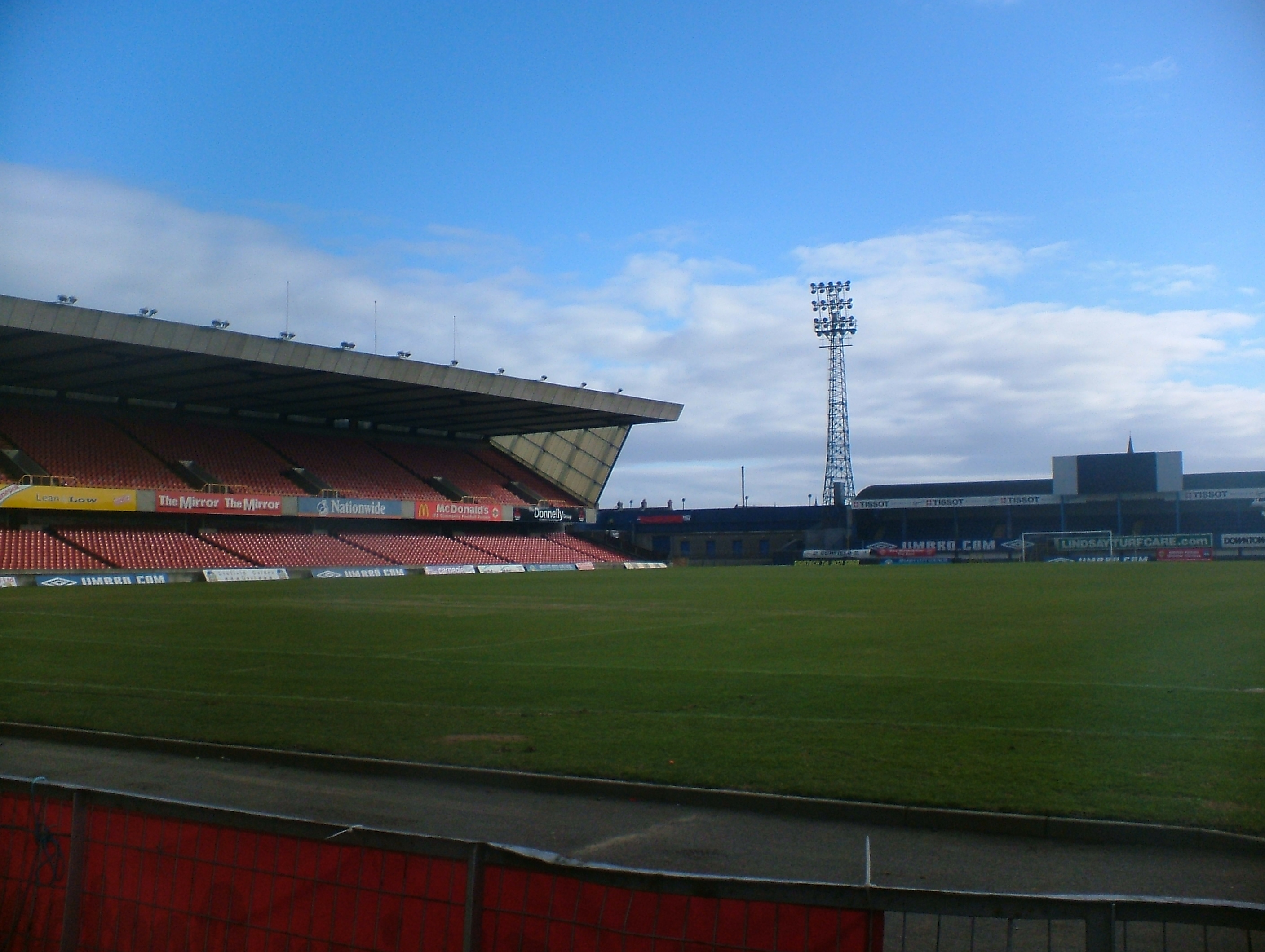
Windsor Park de Belfast, cenário habitual da final da Copa da Irlanda do Norte.

| Temporada | Campeão               | Placar               | Finalista               | Estádio                              |
| --------- | --------------------- | -------------------- | ----------------------- | ------------------------------------ |
| 1880–81   | Moyola Park           | 1–0                  | Cliftonville            | Cliftonville Cricket Ground, Belfast |
| 1881–82   | Queen's Island (1881) | 1–0                  | Cliftonville            | Ulster Cricket Ground, Belfast       |
| 1882–83   | Cliftonville          | 5–0                  | Ulster FC               | Bloomfield Ground, Knock, Belfast    |
| 1883–84   | Distillery            | 5–0                  | Wellington Park         | Ulster Cricket Ground, Belfast       |
| 1884–85   | Distillery            | 3–0                  | Limavady                | Ulster Cricket Ground, Belfast       |
| 1885–86   | Distillery            | 1–0                  | Limavady                | Ulster Cricket Ground, Belfast       |
| 1886–87   | Ulster FC             | 3–0                  | Cliftonville            | Broadway Ground, Belfast             |
| 1887–88   | Cliftonville          | 2–1                  | Distillery              | Ulster Cricket Ground, Belfast       |
| 1888–89   | Distillery            | 5–4                  | YMCA                    | Ulster Cricket Ground, Belfast       |
| 1889–90   | Gordon Highlanders    | 2–2, 3–1             | Cliftonville            | Ulster Cricket Ground, Belfast       |
| 1890–91   | Linfield              | 4–2                  | Ulster FC               | Solitude Stadium, Belfast            |
| 1891–92   | Linfield              | 7–0                  | The Black Watch         | Solitude Stadium, Belfast            |
| 1892–93   | Linfield              | 5–1                  | Cliftonville            | Ulsterville, Belfast                 |
| 1893–94   | Distillery            | 2–2, 3–2             | Linfield                | Solitude Stadium, Belfast            |
| 1894–95   | Linfield              | 10–1                 | Bohemians               | Solitude Stadium, Belfast            |
| 1895–96   | Distillery            | 3–1                  | Glentoran               | Solitude Stadium, Belfast            |
| 1896–97   | Cliftonville          | 3–1                  | Sherwood Foresters      | Grosvenor Park, Belfast              |
| 1897–98   | Linfield              | 2–0                  | St Columb's Hall Celtic | The Oval, Belfast                    |
| 1898–99   | Linfield              | 2–1                  | Glentoran               | Solitude Stadium, Belfast            |
| 1899–1900 | Cliftonville          | 2–1                  | Bohemians               | Grosvenor Park, Belfast              |
| 1900–01   | Cliftonville          | 1–0                  | Freebooters             | Grosvenor Park, Belfast              |
| 1901–02   | Linfield              | 5–1                  | Distillery              | Solitude Stadium, Belfast            |
| 1902–03   | Distillery            | 3–1                  | Bohemians               | Dalymount Park, Dublin               |
| 1903–04   | Linfield              | 5–1                  | Derry Celtic            | Grosvenor Park, Belfast              |
| 1904–05   | Distillery            | 3–0                  | Shelbourne              | Solitude Stadium, Belfast            |
| 1905–06   | Shelbourne            | 2–0                  | Belfast Celtic          | Dalymount Park, Dublin               |
| 1906–07   | Cliftonville          | 0–0, 1–0             | Shelbourne              | Celtic Park, Belfast                 |
| 1907–08   | Bohemians             | 1–1, 3–1             | Shelbourne              | Dalymount Park, Dublin               |
| 1908–09   | Cliftonville          | 0–0, 2–1             | Bohemians               | Windsor Park, Belfast                |
| 1909–10   | Distillery            | 1–0                  | Cliftonville            | The Oval, Belfast                    |
| 1910–11   | Shelbourne            | 0–0, 2–1             | Bohemians               | Dalymount Park, Dublin               |
| 1911–12   | Linfield              | Final Não disputada. | Final Não disputada.    | Final Não disputada.                 |
| 1912–13   | Linfield              | 2–0                  | Glentoran               | Celtic Park                          |
| 1913–14   | Glentoran             | 3–1                  | Linfield                | Grosvenor Park, Belfast              |
| 1914–15   | Linfield              | 1–0                  | Belfast Celtic          | Solitude Stadium, Belfast            |
| 1915–16   | Linfield              | 1–1, 1–0             | Glentoran               | Celtic Park                          |
| 1916–17   | Glentoran             | 2–0                  | Belfast Celtic          | Windsor Park, Belfast                |
| 1917–18   | Belfast Celtic        | 0–0, 0–0, 2–0        | Linfield                | The Oval, Belfast                    |
| 1918–19   | Linfield              | 1–1, 0–0, 2–1        | Glentoran               | Celtic Park, Belfast                 |
| 1919–20   | Shelbourne            | Final Não disputada. | Final Não disputada.    | Final Não disputada.                 |

### Copa da Irlanda do Norte
| Temporada | Campeão                  | Placar               | Vice–Campeão             | Estádio                    |
| --------- | ------------------------ | -------------------- | ------------------------ | -------------------------- |
| 1920–21   | Glentoran                | 2–0                  | Glenavon                 | Windsor Park, Belfast      |
| 1921–22   | Linfield                 | 2–0                  | Glenavon                 | Solitude Stadium, Belfast  |
| 1922–23   | Linfield                 | 2–0                  | Glentoran                | Solitude Stadium, Belfast  |
| 1923–24   | Queen's Island (1920)    | 1–0                  | Willowfield              | Windsor Park, Belfast      |
| 1924–25   | Distillery               | 2–1                  | Glentoran                | Solitude Stadium, Belfast  |
| 1925–26   | Belfast Celtic           | 3–2                  | Linfield                 | Solitude Stadium, Belfast  |
| 1926–27   | Ards                     | 3–2                  | Cliftonville             | The Oval, Belfast          |
| 1927–28   | Willowfield              | 1–0                  | Larne                    | Windsor Park, Belfast      |
| 1928–29   | Ballymena FC             | 2–1                  | Belfast Celtic           | Solitude Stadium, Belfast  |
| 1929–30   | Queen's Island (1920)    | 4–3                  | Ballymena FC             | Celtic Park, Belfast       |
| 1930–31   | Linfield                 | 3–0                  | Ballymena FC             | The Oval, Belfast          |
| 1931–32   | Glentoran                | 2–1                  | Linfield                 | Celtic Park, Belfast       |
| 1932–33   | Glentoran                | 1–1, 1–1, 3–1        | Distillery               | Windsor Park, Belfast      |
| 1933–34   | Linfield                 | 4–0                  | Cliftonville             | The Oval, Belfast          |
| 1934–35   | Glentoran                | 0–0, 0–0, 1–0        | Larne                    | Windsor Park, Belfast      |
| 1935–36   | Linfield                 | 0–0, 2–0             | Derry City Football Club | Celtic Park, Belfast       |
| 1936–37   | Belfast Celtic           | 3–0                  | Linfield                 | The Oval, Belfast          |
| 1937–38   | Belfast Celtic           | 0–0, 2–0             | Bangor                   | Solitude Stadium, Belfast  |
| 1938–39   | Linfield                 | 2–0                  | Ballymena United         | Solitude Stadium, Belfast  |
| 1939–40   | Ballymena United         | 2–0                  | Glenavon                 | Windsor Park, Belfast      |
| 1940–41   | Belfast Celtic           | 1–0                  | Linfield                 | Windsor Park, Belfast      |
| 1941–42   | Linfield                 | 3–1                  | Glentoran                | Celtic Park, Belfast       |
| 1942–43   | Belfast Celtic           | 1–0                  | Glentoran                | Windsor Park, Belfast      |
| 1943–44   | Belfast Celtic           | 3–1                  | Linfield                 | Windsor Park, Belfast      |
| 1944–45   | Linfield                 | 4–2                  | Glentoran                | Celtic Park, Belfast       |
| 1945–46   | Linfield                 | 3–0                  | Distillery               | Celtic Park, Belfast       |
| 1946–47   | Belfast Celtic           | 1–0                  | Glentoran                | Windsor Park, Belfast      |
| 1947–48   | Linfield                 | 3–0                  | Coleraine                | Celtic Park, Belfast       |
| 1948–49   | Derry City Football Club | 3–1                  | Glentoran                | Windsor Park, Belfast      |
| 1949–50   | Linfield                 | 2–1                  | Distillery               | Windsor Park, Belfast      |
| 1950–51   | Glentoran                | 3–1                  | Ballymena United         | Windsor Park, Belfast      |
| 1951–52   | Ards                     | 1–0                  | Glentoran                | Windsor Park, Belfast      |
| 1952–53   | Linfield                 | 5–0                  | Coleraine                | Solitude Stadium, Belfast  |
| 1953–54   | Derry City Football Club | 2–2, 0–0, 1–0        | Glentoran                | Windsor Park, Belfast      |
| 1954–55   | Dundela                  | 3–0                  | Glenavon                 | Windsor Park, Belfast      |
| 1955–56   | Distillery               | 2–2, 0–0, 1–0        | Glentoran                | Windsor Park, Belfast      |
| 1956–57   | Glenavon                 | 2–0                  | Derry City Football Club | Windsor Park, Belfast      |
| 1957–58   | Ballymena United         | 2–0                  | Linfield                 | The Oval, Belfast          |
| 1958–59   | Glenavon                 | 1–1, 2–0             | Ballymena United         | Windsor Park, Belfast      |
| 1959–60   | Linfield                 | 5–1                  | Ards                     | The Oval, Belfast          |
| 1960–61   | Glenavon                 | 5–1                  | Linfield                 | Solitude Stadium, Belfast  |
| 1961–62   | Linfield                 | 4–0                  | Portadown                | The Oval, Belfast          |
| 1962–63   | Linfield                 | 2–1                  | Distillery               | The Oval, Belfast          |
| 1963–64   | Derry City Football Club | 2–0                  | Glentoran                | Windsor Park, Belfast      |
| 1964–65   | Coleraine                | 2–1                  | Glenavon                 | Windsor Park, Belfast      |
| 1965–66   | Glentoran                | 2–0                  | Linfield                 | The Oval, Belfast          |
| 1966–67   | Crusaders                | 3–1                  | Glentoran                | Windsor Park, Belfast      |
| 1967–68   | Crusaders                | 2–0                  | Linfield                 | The Oval, Belfast          |
| 1968–69   | Ards                     | 0–0, 4–2             | Distillery               | Windsor Park, Belfast      |
| 1969–70   | Linfield                 | 2–1                  | Ballymena United         | Solitude Stadium, Belfast  |
| 1970–71   | Distillery               | 3–0                  | Derry City Football Club | Windsor Park, Belfast      |
| 1971–72   | Coleraine                | 2–1                  | Portadown                | Windsor Park, Belfast      |
| 1972–73   | Glentoran                | 3–2                  | Linfield                 | Windsor Park, Belfast      |
| 1973–74   | Ards                     | 2–1                  | Ballymena United         | Windsor Park, Belfast      |
| 1974–75   | Coleraine                | 1–1, 0–0, 1–0        | Linfield                 | The Showgrounds, Ballymena |
| 1975–76   | Carrick Rangers          | 2–1                  | Linfield                 | The Oval, Belfast          |
| 1976–77   | Coleraine                | 4–1                  | Linfield                 | The Oval, Belfast          |
| 1977–78   | Linfield                 | 3–1                  | Ballymena United         | The Oval, Belfast          |
| 1978–79   | Cliftonville             | 3–2                  | Portadown                | Windsor Park, Belfast      |
| 1979–80   | Linfield                 | 2–0                  | Crusaders                | The Oval, Belfast          |
| 1980–81   | Ballymena United         | 1–0                  | Glenavon                 | Windsor Park, Belfast      |
| 1981–82   | Linfield                 | 2–1                  | Coleraine                | The Oval, Belfast          |
| 1982–83   | Glentoran                | 1–1, 2–1             | Linfield                 | Windsor Park, Belfast      |
| 1983–84   | Ballymena United         | 4–1                  | Carrick Rangers          | Windsor Park, Belfast      |
| 1984–85   | Glentoran                | 1–1, 1–0             | Linfield                 | The Oval, Belfast          |
| 1985–86   | Glentoran                | 2–1                  | Coleraine                | Windsor Park, Belfast      |
| 1986–87   | Glentoran                | 1–0                  | Larne                    | Windsor Park, Belfast      |
| 1987–88   | Glentoran                | 1–0                  | Glenavon                 | Windsor Park, Belfast      |
| 1988–89   | Ballymena United         | 1–0                  | Larne                    | The Oval, Belfast          |
| 1989–90   | Glentoran                | 3–0                  | Portadown                | Windsor Park, Belfast      |
| 1990–91   | Portadown                | 2–1                  | Glenavon                 | Windsor Park, Belfast      |
| 1991–92   | Glenavon                 | 2–1                  | Linfield                 | The Oval, Belfast          |
| 1992–93   | Bangor                   | 1–1, 1–1, 1–0        | Ards                     | Windsor Park, Belfast      |
| 1993–94   | Linfield                 | 2–0                  | Bangor                   | The Oval, Belfast          |
| 1994–95   | Linfield                 | 3–1                  | Carrick Rangers          | The Oval, Belfast          |
| 1995–96   | Glentoran                | 1–0                  | Glenavon                 | Windsor Park, Belfast      |
| 1996–97   | Glenavon                 | 1–0                  | Cliftonville             | Windsor Park, Belfast      |
| 1997–98   | Glentoran                | 1–0                  | Glenavon                 | Windsor Park, Belfast      |
| 1998–99   | Portadown                | Final Não disputada. | Final Não disputada.     | Final Não disputada.       |
| 1999–2000 | Glentoran                | 1–0                  | Portadown                | Windsor Park, Belfast      |
| 2000–01   | Glentoran                | 1–0                  | Linfield                 | Windsor Park, Belfast      |
| 2001–02   | Linfield                 | 2–1                  | Portadown                | Windsor Park, Belfast      |
| 2002–03   | Coleraine                | 1–0                  | Glentoran                | Windsor Park, Belfast      |
| 2003–04   | Glentoran                | 1–0                  | Coleraine                | Windsor Park, Belfast      |
| 2004–05   | Portadown                | 5–1                  | Larne                    | Windsor Park, Belfast      |
| 2005–06   | Linfield                 | 2–1                  | Glentoran                | Windsor Park, Belfast      |
| 2006–07   | Linfield                 | 2–2 (3–2 pen)        | Dungannon Swifts         | Windsor Park, Belfast      |
| 2007–08   | Linfield                 | 2–1                  | Coleraine                | Windsor Park, Belfast      |
| 2008–09   | Crusaders                | 1–0                  | Cliftonville             | Windsor Park, Belfast      |
| 2009–10   | Linfield                 | 2–1                  | Portadown                | Windsor Park, Belfast      |
| 2010–11   | Linfield                 | 2–1                  | Crusaders                | Windsor Park, Belfast      |
| 2011–12   | Linfield                 | 4–1                  | Crusaders                | Windsor Park, Belfast      |
| 2012–13   | Glentoran                | 3–1                  | Cliftonville             | Windsor Park, Belfast      |
| 2013–14   | Glenavon                 | 2–1                  | Ballymena United         | Windsor Park, Belfast      |
| 2014–15   | Glentoran                | 1–0                  | Portadown                | The Oval, Belfast          |
| 2015–16   | Glenavon                 | 2–0                  | Linfield                 | Windsor Park, Belfast      |
| 2016–17   | Linfield                 | 3–0                  | Coleraine                | Windsor Park, Belfast      |
| 2017–18   | Coleraine                | 3–1                  | Cliftonville             | Windsor Park, Belfast      |
| 2018–19   | Crusaders                | 3–0                  | Ballinamallard United    | Windsor Park, Belfast      |

## Títulos por clube
| Clube                 | Títulos | Edições |
| --------------------- | ------- | --- |
| Linfield              | 42      | 1890–91, 1891–92, 1892–93, 1894–95, 1897–98, 1898–99, 1901–02, 1903–04, 1911–12, 1912–13, 1914–15, 1915–16, 1918–19, 1921–22, 1922–23, 1930–31, 1933–34, 1935–36, 1938–39, 1941–42, 1944–45, 1945–46, 1947–48, 1949–50, 1952–53, 1959–60, 1961–62, 1962–63, 1969–70, 1977–78, 1979–80, 1981–82, 1993–94, 1994–95, 2001–02, 2005–06, 2006–07, 2007–08, 2009–10, 2010–11, 2011–12, 2016–17 |
| Glentoran             | 22      | 1913–14, 1916–17, 1920–21, 1931–32, 1932–33, 1934–35, 1950–51, 1965–66, 1972–73, 1982–83, 1984–85, 1985–86, 1986–87, 1987–88, 1989–90, 1995–96, 1997–98, 1999–00, 2000–01, 2003–04, 2012–13, 2014–15 |
| Distillery            | 12      | 1883–84, 1884–85, 1885–86, 1888–89, 1893–94, 1895–96, 1902–03, 1904–05, 1909–10, 1924–25, 1955–56, 1970–71 |
| Cliftonville          | 8       | 1882–83, 1887–88, 1896–97, 1899–00, 1900–01, 1906–07, 1908–09, 1978–79 |
| Belfast Celtic        | 8       | 1917–18, 1925–26, 1936–37, 1937–38, 1940–41, 1942–43, 1943–44, 1946–47 |
| Glenavon              | 7       | 1956–57, 1958–59, 1960–61, 1991–92, 1996–97, 2013–14, 2015–16 |
| Coleraine             | 6       | 1964–65, 1971–72, 1974–75, 1976–77, 2002–03, 2017–18 |
| Ballymena United      | 5       | 1939–40, 1957–58, 1980–81, 1983–84, 1988–89 |
| Crusaders             | 4       | 1966–67, 1967–68, 2008–09, 2018–19 |
| Ards                  | 4       | 1926–27, 1951–52, 1968–69, 1973–74 |
| Portadown             | 3       | 1990–91, 1998–99, 2004–05 |
| Derry City            | 3       | 1948–49, 1953–54, 1963–64 |
| Shelbourne            | 3       | 1905–06, 1910–11, 1919–20 |
| Queen's Island (1920) | 2       | 1923–24, 1929–30 |
| Bohemians             | 1       | 1907–08 |
| Ballymena FC          | 1       | 1928–29 |
| Bangor                | 1       | 1992–93 |
| Carrick Rangers       | 1       | 1975–76 |
| Ulster                | 1       | 1886–87 |
| Willowfield           | 1       | 1927–28 |
| Dundela               | 1       | 1954–55 |
| Gordon Highlanders    | 1       | 1889–90 |
| Moyola Park           | 1       | 1880–81 |
| Queen's Island (1881) | 1       | 1881–82 |

Notas
1. 1 2  O Ballymena United foi a refundação do antigo Ballymena FC que faliu em 1934, geralmente o Ballymena United herda as estatísticas e a história do antigo Ballymena FC, porém na Copa da Irlanda do Norte, os dois ganharam títulos e portanto são contados de maneira separada.